# Оніхогомфус кліщоносний
Оніхогомфус кліщоносний (Onychogomphus forcipatus) — вид бабок з родини дідки (Gomphidae).

## Поширення
Вид поширений в Європі, Північній Африці, Західній та Середній Азії. В Україні зареєстрований в Західному Поліссі, Прикарпатті, Карпатах, Закарпатті і Чернівецькій області. Личинки вказані з Дніпра і його водосховищ.

## Опис
Розмах крил до 65-75 мм. Довжина тіла 46-50 мм, черевце 31-37 мм, заднє крило 25-30 мм. Очі зеленого кольору. Основне забарвлення всього тіла темно-коричневе і чорне. Спереду голова з жовтою плямою. На грудях проходять жовті вигнуті смужки. Груди жовтуватого або коричневого кольору. Черевце чорне, з жовтими плямами. Ноги короткі, задні стегна у витягнутому стані досягають тільки основи черевця; чорного кольору, в основі бурі. У самців анальні придатки довші Х сегмента черевця, утворюють тризубі кліщі. У самиць край потилиці позбавлений виростів, а задня сторона голови за очима темна.